# Château d'Isis
 (janvier 2012).
Si vous disposez d'ouvrages ou d'articles de référence ou si vous connaissez des sites web de qualité traitant du thème abordé ici, merci de compléter l'article en donnant les références utiles à sa vérifiabilité et en les liant à la section « Notes et références ».
Le château de Saint-Julien est situé à Saint-Julien-de-la-Nef, dans le Gard (Languedoc-Roussillon, France).
Il est le quartier général la Ligue du Midi, un mouvance identitaire dont les dirigeants sont propriétaires et y tiennent une auberge